# Guy Van Waas
Pour les articles homonymes, voir Waas.
Guy van Waas (né à Bruxelles (Molenbeek) le 15 avril 1948) est un chef d'orchestre, clarinettiste et organiste belge.

## Biographie
Guy Van Waas, fils d'un artiste peintre et à la fois violoniste amateur, il fait sa formation auprès de Jean Tastenoe pour la clarinette et au Mozarteum de Salzbourg pour la direction d'orchestre. Ancien membre de l'orchestre de la RTBF et clarinette solo à l'orchestre de La Monnaie. Guy Van Waas s'est intéressé à la clarinette ancienne et ses variantes comme le chalumeau ou le cor de basset. Il a joué en tant que clarinettiste avec l'Orchestre des Champs-Élysées, l'Akademie für Alte Musik Berlin et l'Orchestre du XVIIIe siècle.
Depuis 2001 Guy Van Waas dirige l'ensemble Les Agrémens, l'orchestre baroque de la communauté française de Belgique. Sous sa houlette, Les Agrémens remportent l'octave "Musique classique", en collaboration avec le Chœur de Chambre de Namur, pour l'enregistrement de La Mort d'Abel (1810) de Rodolphe Kreutzer, lors des Octaves de la musique. 
Il a également été professeur de musique de chambre au Conservatoire royal de Mons.

## Discographie sélective
- Joseph Haydn : Symphonies Nr.82 & 86 & Ludwig August Lebrun Concerto pour hautbois, (Ricercar 2010)
- André Grétry : Céphale et Procris ou l'Amour conjugal, Ballet-héroïque 1773 (Ricercar, 2010)
- Rodolphe Kreutzer : La mort d'Abel 1890, Tragédie-lyrique (Glossa, 2012)
- Antoine Dauvergne : La Vénitienne, Opéra-ballet (Ricercar, 2012)
- François-Joseph Gossec : Thésée, tragédie lyrique (Ricercar, 2013).
- Jean Philippe Rameau : Le Temple de la Gloire, Ballet-héroïque (Ricercar, 2014)
- Carl Maria von Weber: Klarinettenkonzerte Nr.1 & 2, Orchestre du XVIIIe siècle, avec Eric Hoeprich, clarinette (Glossa, 2019)

## Source
1. ↑  Bruzz.be Guy Van Waas à l'honneur au festival Musiq'3